# Plage de la Mine d'Or
La plage de la Mine d'Or est une plage publique située sur la commune de Pénestin, dans le département français du Morbihan.

## Géographie
Le site de la Mine d'Or, à l'ouest du bourg de Pénestin, est une plage située au sud de l'estuaire de la Vilaine. Elle est entourée de deux pointes rocheuses : le Lomer au Nord et la pointe du Maresclé au Sud. Longues de 2 km et hautes de 10 à 15 mètres, les falaises de la plage sont caractérisées par leur coloration cuivrée. Elles offrent sur près de 1 800 m une coupe orientée en gros N-S d'un système sédimentaire, dénommé « Formation de Pénestin » (sables, argiles et graviers de l'éocène-Würm). Cette formation repose sur un socle de micaschistes briovériens très altérés en kaolinite. Cet affleurement qui est limité au nord par un « onlap » des sédiments sur le socle, et au sud par un décrochement majeur dextre de direction N 110°, est le témoin du passage d'un ancien fleuve aujourd'hui fossilisé qui s'écoulait dans un paléovallée (possiblement une paléo-Loire puis	une	paléo-Vilaine).

## Histoire
Deux bifaces de 300 000 ans sont retrouvés en 1983 au sommet de la nappe supérieure de la falaise. Un approvisionnement constant en eau potable explique en effet les implantations humaines à proximité des cours d'eau, voire dans les cours d'eau eux-mêmes.
En 1850, deux mineurs anglais, Wellington et Bonnefin, travaillant à Piriac, entreprennent de laver les sables de la plage de la « Grande Côte », appelée aussi « Grande Côte Rouge » — l'ancien nom de la Mine d'Or — sans y être autorisés par l'Administration. Ils se vantent de recueillir de la cassitérite avec abondance et même de l'or natif en paillettes. Selon un rapport, ces deux ouvriers avaient été envoyés en reconnaissance à Pénestin par une entreprise de recherches minières de Piriac, qu'ils avaient quitté pour travailler à leur compte. Le préfet du Morbihan fait arrêter leur activité mais admet leur bonne foi et décide de n'exercer sur eux aucune poursuite. Le 5 juillet 1852, Charles Bonnefin écrit au maire de Pénestin pour lui demander l'autorisation de déposer sur les bords de la falaise, les résidus du lavage du sable dans lequel se trouvent des métaux précieux, notamment de l'or. Il demande également de pouvoir construire une cabane et une rampe sur le site. Le conseil municipal accepte sa demande et lui accorde une concession.
Plusieurs époques de travaux, effectués sur l'estran, ont lieu depuis 1857 : exploitation de sable gemmifère réputé contenir des minéraux (grenats, corindons et zircons) pouvant être utilisés dans l'industrie des abrasifs, exploitation de l'argile kaolinique. La plage de la Mine d'Or tire donc effectivement son nom de l'exploitation aurifère par une quinzaine d'ouvriers entre la fin du XIXe siècle et le début du XXe siècle. L'or ne se trouvait pas dans une mine, mais à l'air libre, dans le sable sous forme de paillettes. Cependant, le lavage de tonnes de sables et leur tamisage par des orpailleurs ne permettait d'extraire qu'une faible quantité d'or (un mètre cube de sable stannifère renfermait 0,50 g d'or natif). L'exploitation du site a par conséquent employé peu de main d'œuvre et n'a pas entraîné un effet de « ruée vers l'or », s'arrêtant dès le début de la première guerre mondiale.

## Classement
La falaise ainsi qu'une partie du domaine public maritime correspondant est un site naturel classé par décret du 28 septembre 1989.

## Cadre géologique
La falaise est le témoin du passage d'un ancien fleuve, qui s'écoulait au sein d'une vallée aujourd'hui disparue. Une bordure de cette paléovallée est visible au nord de la falaise.
Le paléo-estuaire (estuaire de fleuve fossile de la Mine d'Or présente un intérêt scientifique,	un intérêt pédagogique	 et une rareté nationale, qui justifient	le classement en site géologique d'intérêt international en 2020.

### Observations et interprétations
La formation de Pénestin repose sur un substratum briovérien constitué au nord de micaschistes chloriteux sains, plissés et à foliation métamorphique faiblement pentée vers le sud. Ils passent latéralement vers le sud à leurs produits d'altération avec des isaltérites puis des allotérites riches en kaolinite et en quartz, cette latérisation ayant lieu à l'Yprésien et au Lutétien supérieur, sous climat tropical (climats hydrolysants chauds et humides à saisons contrastées).
Cette formation est subdivisée en trois unités lithostratigraphiques qui correspondent à deux périodes d'incision de vallées fluviatiles lors d'abaissement du niveau marin pendant plusieurs cycles glaciaires quaternaires situés entre −600 000 et −300 000 ans :
- l'unité 1 (2 mètres au maximum) est un conglomérat rouge brun consolidé à ciment ferrugineux hétérogène dont la coloration est héritée du fer des profils d'altération latéritiques. Ce conglomérat épais est constitué de blocs de quartz, de grès, de granite et de micaschiste de taille variable, parfois plus de 10 cm, d'origine locale ou plus lointaine. Ces galets présentent parfois une imbrication fruste, montrant un écoulement vers le nord-ouest, et quelques niveaux sableux de quelques décimètres d'épaisseur montrent des litages obliques de courants. Cette unité correspondrait au plus bas niveau marin avec la formation d'écoulements de débris donnant naissance à des cônes alluviaux dans la paléo-Loire[10] ;

- l'unité 2 (2 à 7 mètres) montre des sables ocre très grossiers qui évoluent verticalement vers des sables très fins, des silts argileux et argilites avec rides de courants parfois opposés caractéristiques des courants de marée (faciès tidaux). Vers le nord, des litages obliques de sables grossiers à graviers anguleux indiquant des paléocourants vers le nord-ouest. Vers le sud, la granulométrie diminue en passant de sables moyens à grossiers mal classés jusqu'à des sables plus fins assez bien classés à litages obliques soulignés par des galets. Cette unité correspondrait à une lente remontée du niveau marin avec la formation de mégarides appartenant à des barres sableuses qui se développent dans le lit des rivières en tresses ou faiblement sinueuses. Entre ces barres se déposent des sables plus fins voire des argiles déposées par des lacs temporaires, lors de l'abandon des chenaux dans la paléo-Loire[10] ;

- l'unité 3 (3 à 6 mètres) est grossière avec à la base des niveaux conglomératiques, moins grossiers que dans l'unité 1, puis des sables grossiers à moyens et des graviers et galets de quartz, grès et schistes rouges. Les litages plans obliques indiquent des paléocourants vers le sud-est à l'opposé des deux unités inférieures. Vers le sommet, des argilites rouges apparaissent dans les niveaux sableux et enfin des niveaux argileux gris lités pourraient correspondre à des dépôts lacustres développés entre les barres sableuses des rivières en tresse. Cette unité correspondrait à un nouvel épisode de bas niveau marin avec la formation d'écoulements de débris dans la paléo-Vilaine[10].

## Galerie

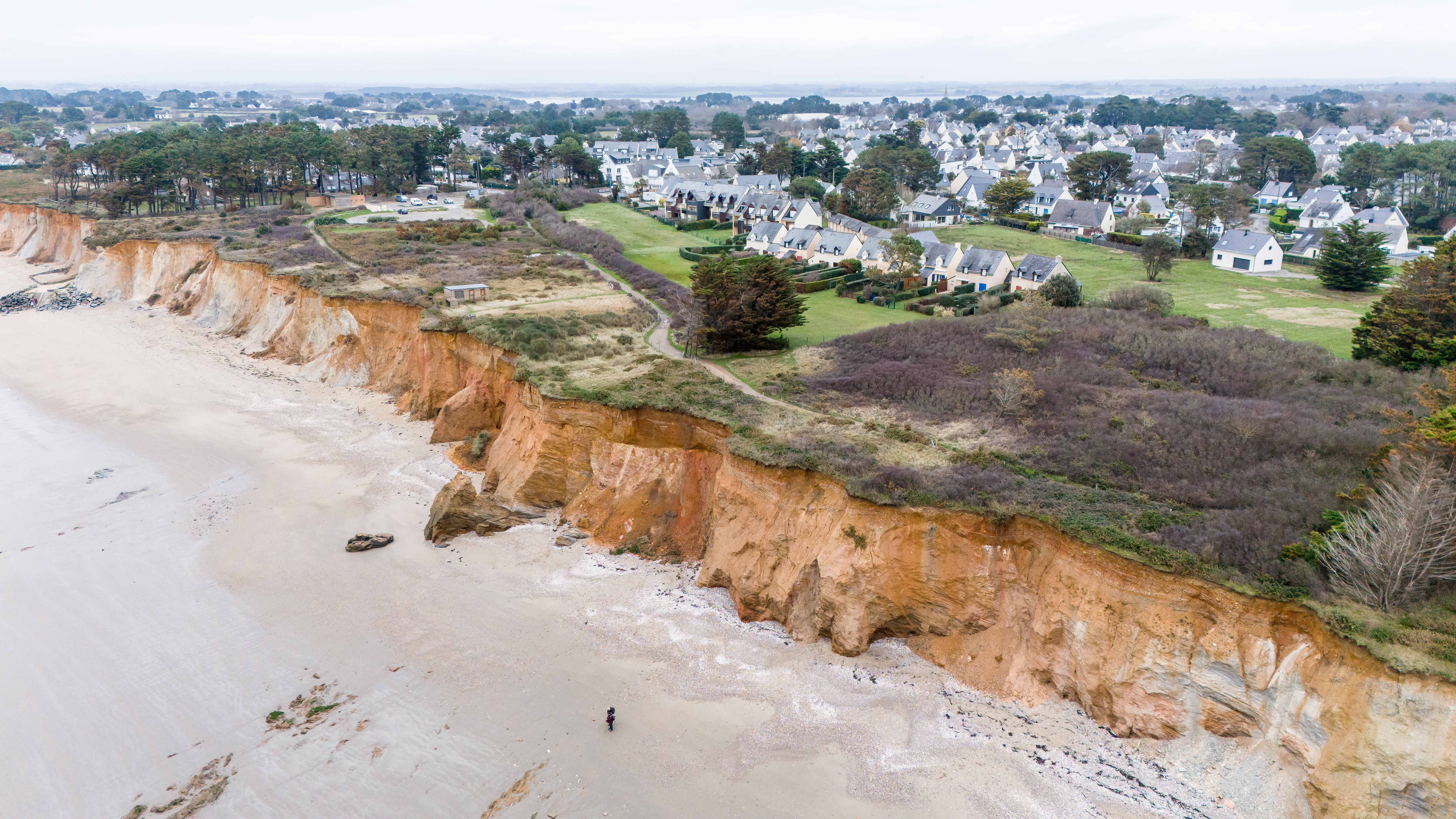
Vue aérienne de la plage, des falaises et des habitations
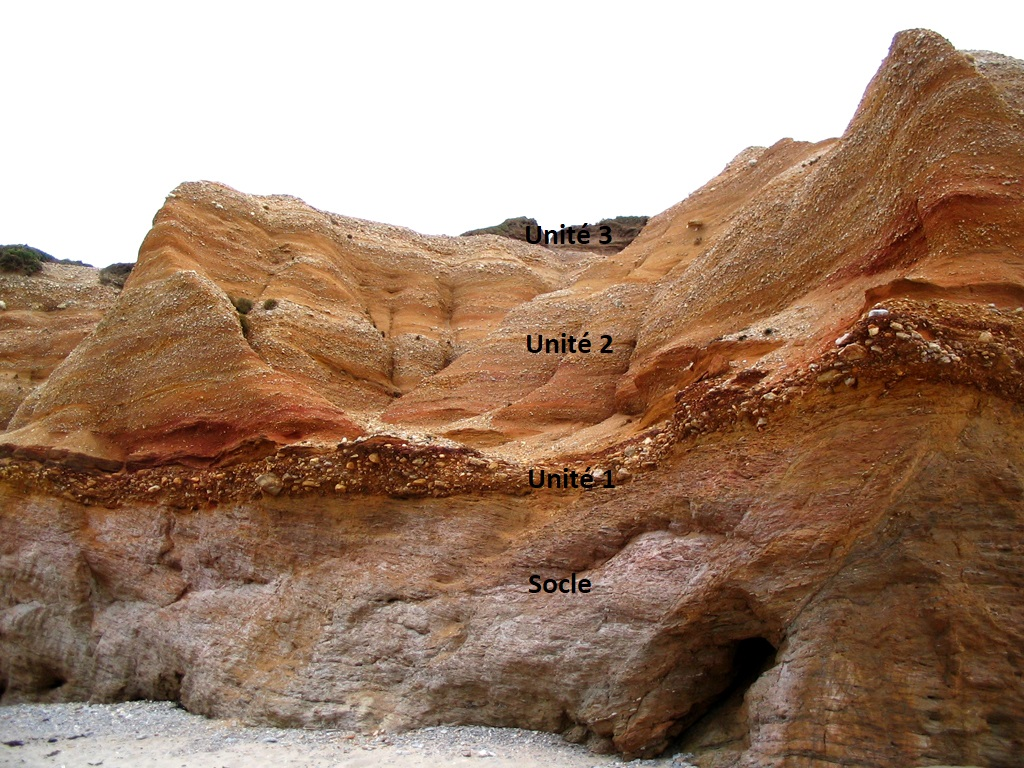
Les trois unités sédimentaires au-dessus du socle.
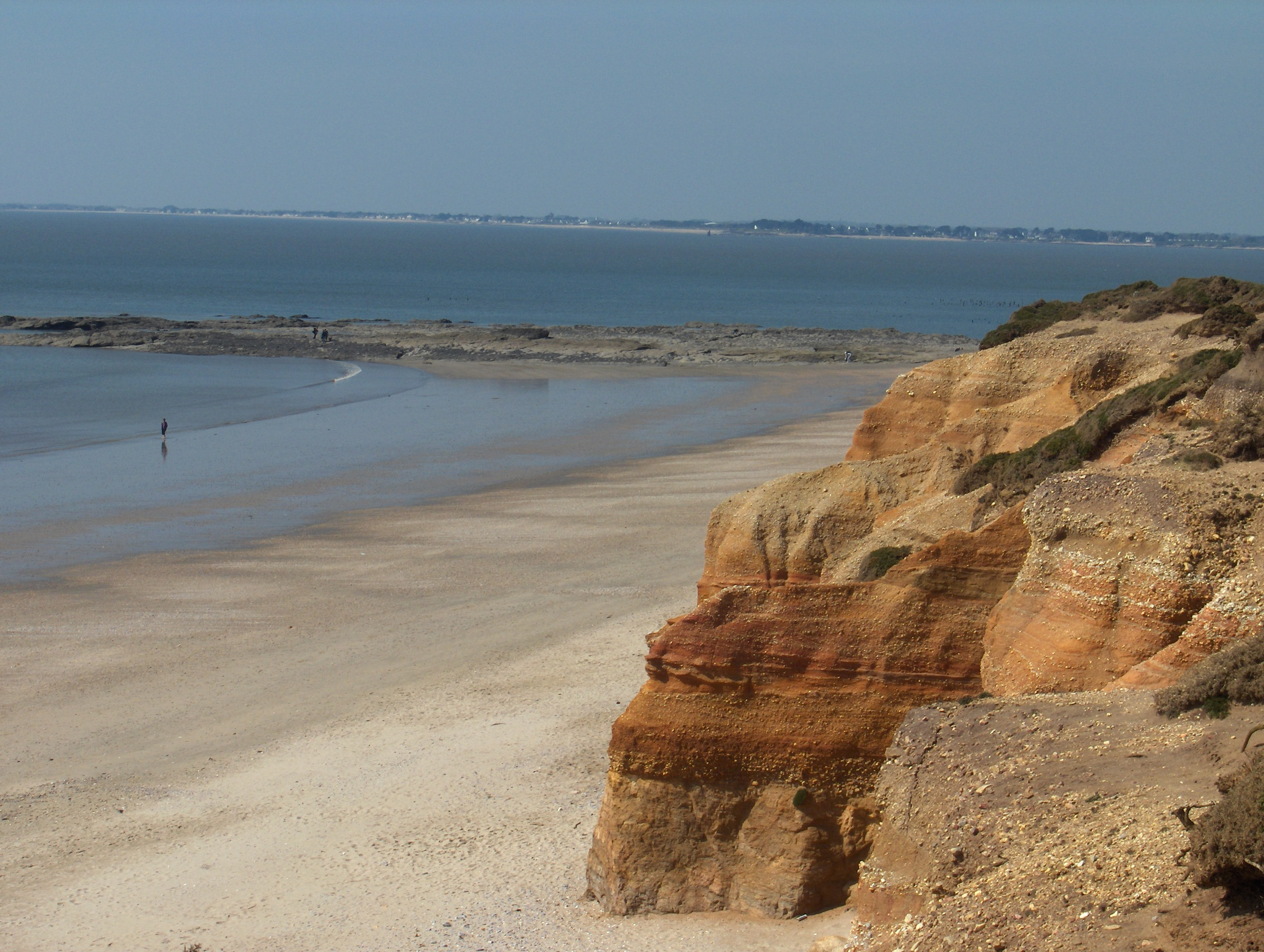
Les différents niveaux du dépôt fluviatile de la falaise de Pénestin.
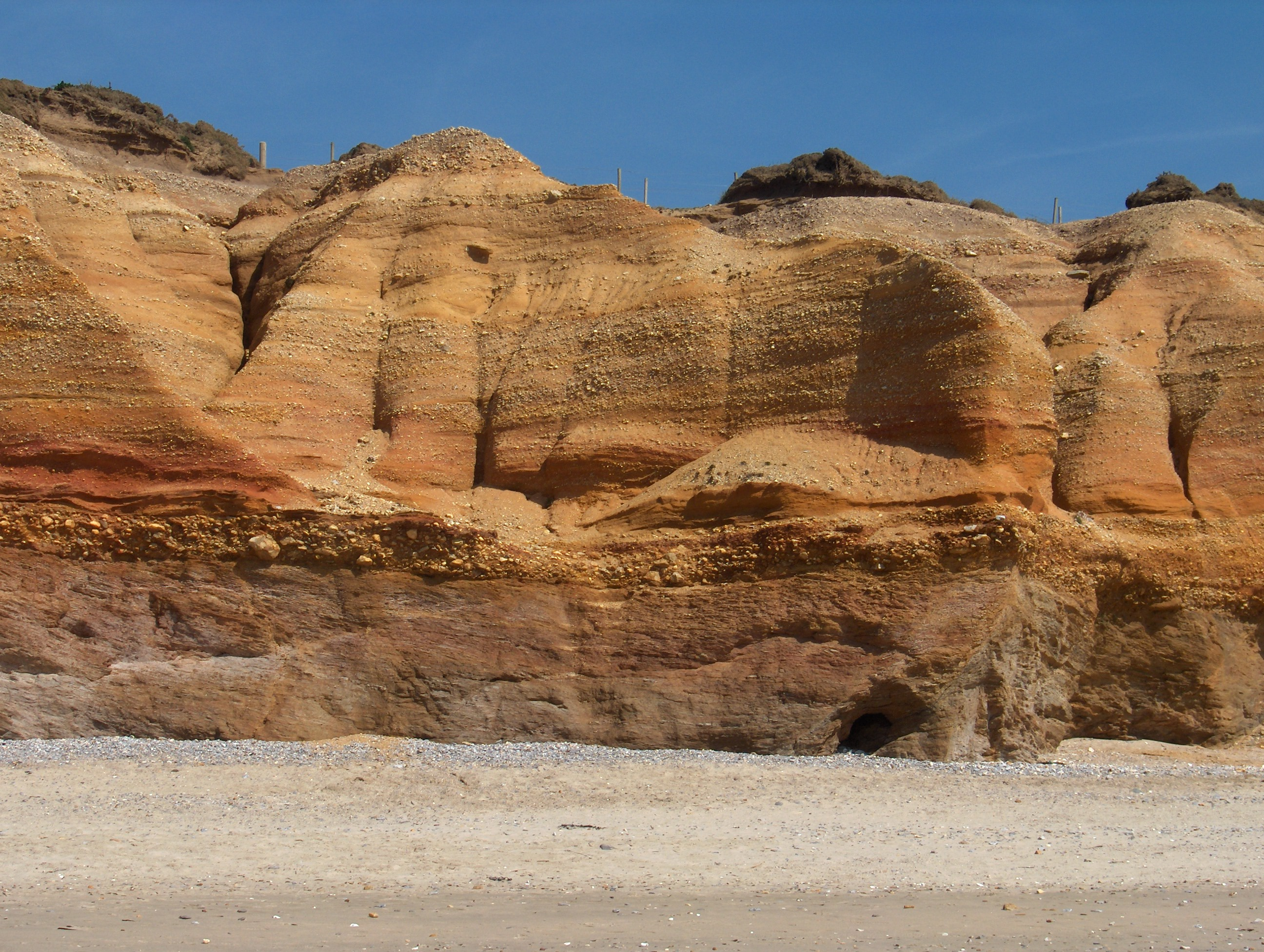
Entonnoirs de suffosion semi-ouverts.